# MagicLand
Koordinaten: 41° 45′ 55″ N, 12° 57′ 22″ O
MagicLand ist ein Freizeitpark in der italienischen Stadt Valmontone. Er wurde am 25. Mai 2011 als Rainbow MagicLand eröffnet.
Der Bau des Parks hatte ein Investitionsvolumen von 300 Millionen Euro. Angestrebt ist eine jährliche Besucherzahl von 3 Millionen, was ihn nach aktuellem Stand zum sechstgrößten Freizeitpark Europas machen würde.
Während der Bauzeit entstanden 35 Attraktionen, 28 Gastronomiebetriebe sowie 3 Theater. Hinter dem Projekt steht das italienische Animationsstudio Rainbow, nach dessen Vorlagen auch einige Attraktionen gestaltet wurden.

## Attraktionen
Die insgesamt 35 Attraktionen des Parks sind in 24 Themenbereiche eingeteilt.

### Achterbahnen

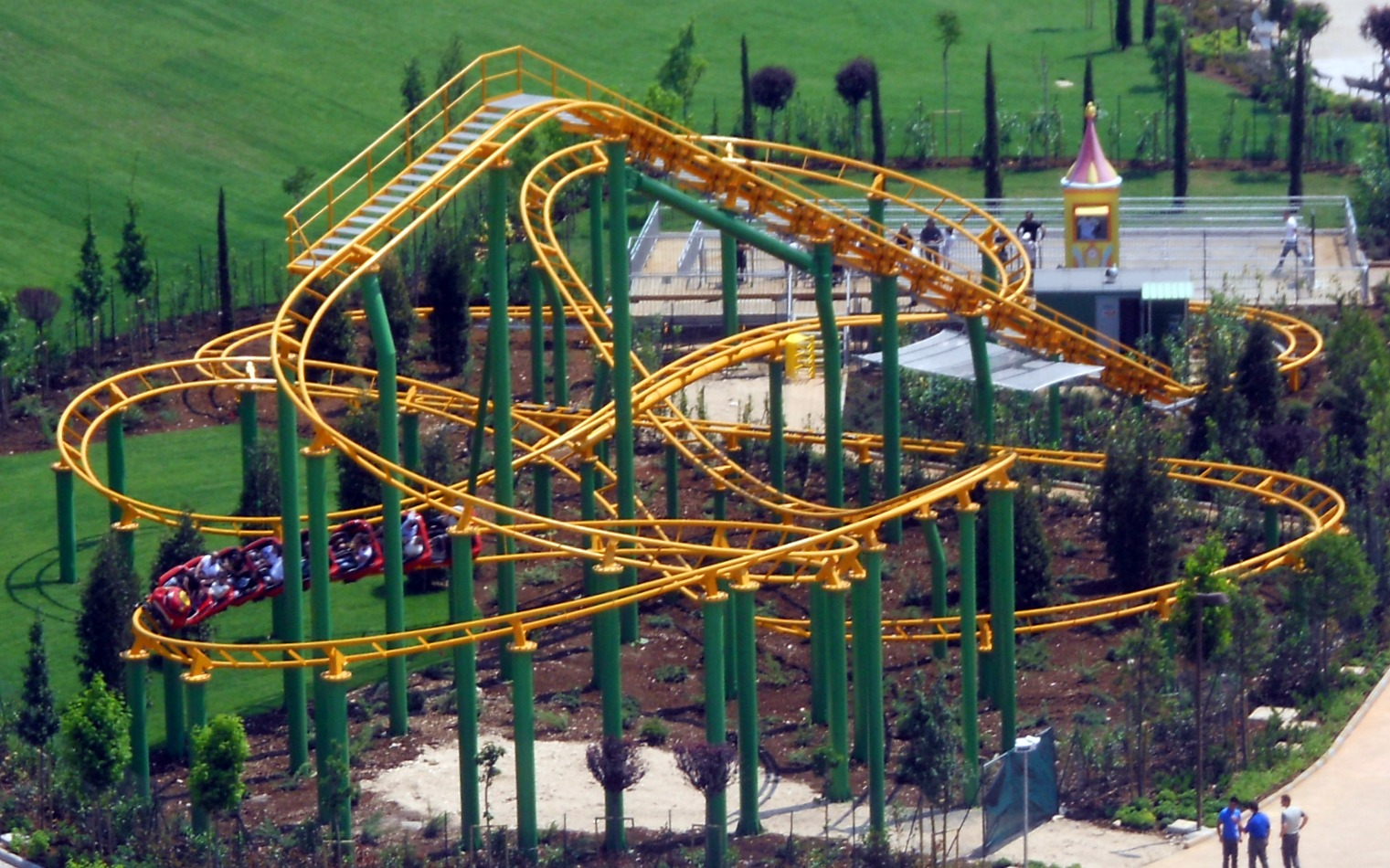
Dune

| Name             | Typ                                | Hersteller   | Eröffnungsjahr | Bemerkungen                                                                                   | Weblinks |
| ---------------- | ---------------------------------- | ------------ | -------------- | --------------------------------------------------------------------------------------------- | -------- |
| Cagliostro       | Spinning Coaster, Dunkelachterbahn | Maurer Rides | 2011           |                                                                                               |          |
| Dune             | Familienachterbahn                 | Vekoma       | 2011           | Ursprünglich unter dem Namen Bomborun eröffnet, fuhr die Bahn bis 2018 unter dem Namen Bombo. |          |
| Esplorabruco     | Big Apple, Familienachterbahn      | unbekannt    | 2011           | Fuhr bis 2018 unter dem Namen Bruco.                                                          |          |
| Olandese Volante | Minenachterbahn                    | Vekoma       | 2011           | Italienisch für Fliegender Holländer.                                                         |          |
| Shock            | Launched Coaster                   | Maurer Rides | 2011           |                                                                                               |          |

### Weitere Attraktionen
Neben den genannten Attraktionen beherbergt das Magicland unter anderem zwei Themenfahrten (Winx Club Magical Journey und Huntik – Secrets & Seekers), ein Mad House (Maison Houdini), eine Rafting-Anlage (Drakkar), eine Wildwasserbahn (Nui Lua), einen Freifallturm (Mystika) und ein 4D-Kino (Castello di Alfea).